# Carige combinata
Carige combinata är en fjärilsart som beskrevs av W. Warren 1899. Carige combinata ingår i släktet Carige och familjen mätare. Inga underarter finns listade i Catalogue of Life.